# 埼玉スタジアム2002公園

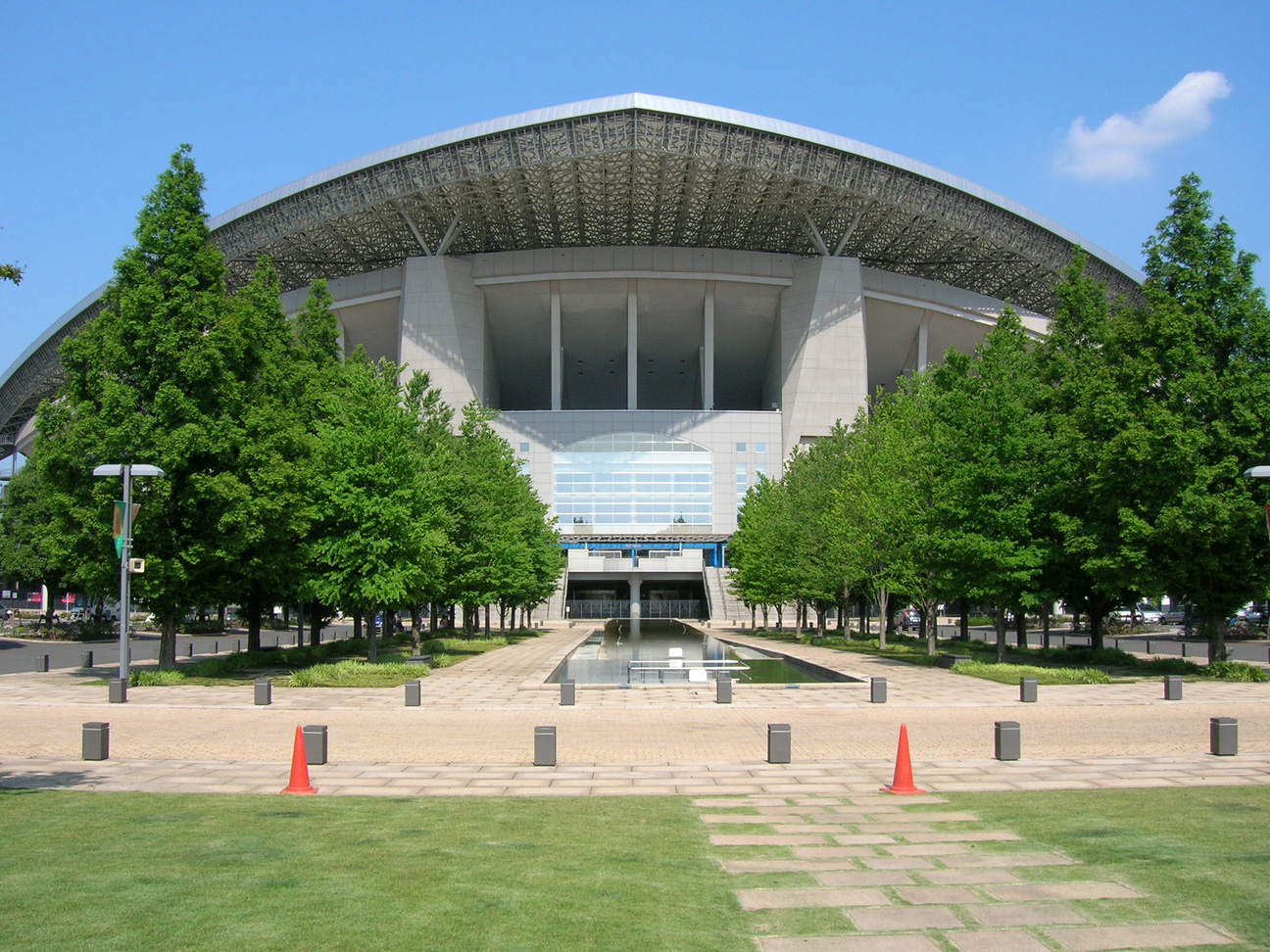
埼玉スタジアム2002正面

埼玉スタジアム2002公園（さいたまスタジアム にまるまるにこうえん）は、埼玉県さいたま市緑区の県営公園である。

## 概要
埼玉スタジアム2002周辺に整備された、約30ヘクタールの県営公園。

## 公園内施設
- サブグラウンド（芝） - 105m×68m　2面（競技照明付1面）
- サブグラウンド（人工芝） - 105m×68m　1面（競技照明付）
- フットサルコート（人工芝） - 38m×18m　1面（競技照明付）、25m×15m　1面（競技照明付）
- ちびっ子広場
- もみの木広場

## 所在地
- さいたま市緑区大字中野田、玄蕃新田、高畑、南部領辻、大崎地内